# Плава птица (позоришна представа)
Плава птица је дјечија позоришна представа инспирисана истоименим романом Мориса Метерлинка, белгијског књижевника и добитника Нобелове награде за књижевност 1911. године, а за коју режију урадио Никита Миливојевић која је премијерно изведена 2008. године у новембру мјесецу, тачније 26. новембра, у позоришту Бошко Буха из Београда.
Плава птица, комад Мориса Метерлинка из 1908. године, доживела је многе инсценације и филмске адаптације, почевши од представе у режији Константина Сергејевича Станиславског, преко опере Алберта Волфа до јапанске анимиране серије.
Прича креће од тога да једне зимске ноћи, дечак Тилтил и његова сестра Митил упознају вилу Берилин која долази у њихов сан да би их послала у потрагу за Плавом птицом. Сусрет са Вилом доноси деци и нову способност са сагледају тајни живот ствари и животиња из њиховог блиског окружења, и тако Пас, Мачка, Вода, Ватра и Хлеб постају њихова пратња на путу кроз свет маште Земљу успомена (где се срећу са својом покојном баком и дедом), Замак Ноћи и Царство будућности (где упознају децу која чекају свој ред да се роде).
Прича о Тилтилу и Митил се на поетичан начин бави великим питањима као што су живот и смрт, пријатељство, љубав, оданост и издаја, и поручује на крају да нам је права срећа најчешће пред носем, и да ћемо је наћи у путовању, а не у стизању на циљ, у тражењу, а не нужно у налажењу, и у несебичности, без очекивања нечега за узврат.
Потрага за Плавом птицом представља на симболичан начин потрагу за срећом, а представа на деци близак начин говори о њеној релативности и неухватљивости.

## Улоге
| Глумац                    | Улога           |
| ------------------------- | --------------- |
| Јелена Петровић (глумица) | Милтил          |
| Радован Вујовић           | Тилтил          |
| Александра Симић          | Мајка/ бака Тил |
| Владан Дујовић            | Отац/деда Тил   |
| Данијела Угреновић        | Вила            |
| Виктор Савић              | Пас             |
| Борка Томовић             | Мачка           |
| Игор Дамњановић           | Вода            |
| Александра Поповић        | Ватра           |
| Драгољуб Денда            | Хљеб            |
| Катарина Марковић         | Ноћ             |
| Миљан Прљета              | Вријеме         |

Поента (поука) ове представе је да је плава птица срећа коју ми не нађемо, него је она на путу на којем је тражимо, док идемо ка циљу, само је питање да ли ће је неко препознати и кад ће је препознати.
Поред позоришта Бошко Буха представу су изводили и друга позоришта. Ове године у неколико мјеста широм Србије извођена је новија верзија ове представе у режији Ирфана Менсура. У сарадњи са Александром Сашом Илићем и екипом младих глумаца извели су ову представу у Чукарицама и Народном позоришту Стерија у Вршцу. Улоге су играли: Стефан Радоњић, Нина Линта, Анита Стојадиновић који су тумачили улоге Борка и Бојане и улогу Виле.